# Iris scariosa
Iris scariosa là một loài thực vật có hoa trong họ Diên vĩ. Loài này được Willd. ex Link miêu tả khoa học đầu tiên năm 1820.